# Federico Von Pilsener
Federico Von Pilsener es el protagonista de una tira cómica creada por Lustig, seudónimo de Pedro Subercaseaux, en 1906. Es considerado el primer personaje del cómic chileno.

## Personaje
El profesor Fritz Von Pilsener —un hombrecito robusto, de anteojos, chaqué y sombrero que es acompañado por su mascota, un perro salchicha llamado Dudelsackpfeifergeselle— es comisionado por el gobierno del Imperio alemán para viajar a Chile y «estudiar las costumbres salvajes de esa lejana» región.
La historieta narra las aventuras basadas en los contratiempos que vive Von Pilsener tanto por su desconocimiento del idioma como por las costumbres y los vicios locales.
Más allá de reírse del estereotipo alemán que proliferaba entonces, el personaje Von Pilsener, según su creador, respondió al «deseo de hacer resaltar, en forma humorística, nuestros propios defectos, exponiéndolos a la crítica de un imaginario observador europeo».

## Publicación
La historieta se publicó en el semanario Zig-Zag entre los meses de junio y diciembre de 1906 y, posteriormente, entre febrero y junio de 1907.
La tira cómica estaba compuesta por viñetas numeradas, acompañadas de un texto que complementaba el dibujo. Las aventuras de Von Pilsener se desenvolvían por entregas; es decir, seguían en los números siguientes del semanario. Sin embargo, la periodicidad de la historieta en la revista no era regular puesto que se publicaron apenas diecisiete historietas en poco menos de un año.
| Historieta | Título                                    | Viñetas | N.º de Zig-Zag | Fecha                    | Precio      |
| ---------- | ----------------------------------------- | ------- | -------------- | ------------------------ | ----------- |
| 1          | «Un alemán en Chile»                      | 6       | 71             | 24 de junio de 1906      | 30 centavos |
| 2          | «Un alemán en Chile»                      | 6       | 73             | 8 de julio de 1906       | 30 centavos |
| 3          | «Un alemán en Chile»                      | 6       | 74             | 15 de julio de 1906      | 30 centavos |
| 4          | «Un alemán en Chile»                      | 6       | 78             | 12 de agosto de 1906     | 30 centavos |
| 5          | «Un alemán en Chile»                      | 6       | 80             | 26 de agosto de 1906     | 30 centavos |
| 6          | «Un alemán en Chile»                      | 6       | 81             | 2 de septiembre de 1906  | 40 centavos |
| 7          | «Un alemán en Chile»                      | 6       | 82             | 9 de septiembre de 1906  | 40 centavos |
| 8          | «Un alemán en Chile»                      | 6       | 83             | 16 de septiembre de 1906 | 40 centavos |
| 9          | «Las aventuras de Von Pilsener»           | 6       | 92             | 25 de noviembre de 1906  | 40 centavos |
| 10         | «Von Pilsener en Alemania»                | 6       | 93             | 2 de diciembre de 1906   | 40 centavos |
| 11         | «Von Pilsener en Alemania»                | 6       | 95             | 16 de diciembre de 1906  | 40 centavos |
| 12         | «Von Pilsener en Alemania»                | 6       | 96             | 23 de diciembre de 1906  | 40 centavos |
| 13         | «Las aventuras de Von Pilsener»           | 6       | 97             | 30 de diciembre de 1906  | 40 centavos |
| 14         | «Las aventuras del profesor Von Pilsener» | 6       | 102            | 3 de febrero de 1907     | 40 centavos |
| 15         | «La vuelta de Von Pilsener»               | 6       | 107            | 10 de marzo de 1907      | 40 centavos |
| 16         | «Von Pilsener organizador de ministerio»  | 9       | 115            | 5 de mayo de 1907        | 40 centavos |
| 17         | «Von Pilsener en el teatro»               | 6       | 120            | 9 de junio de 1907       | 40 centavos |

## Estatua

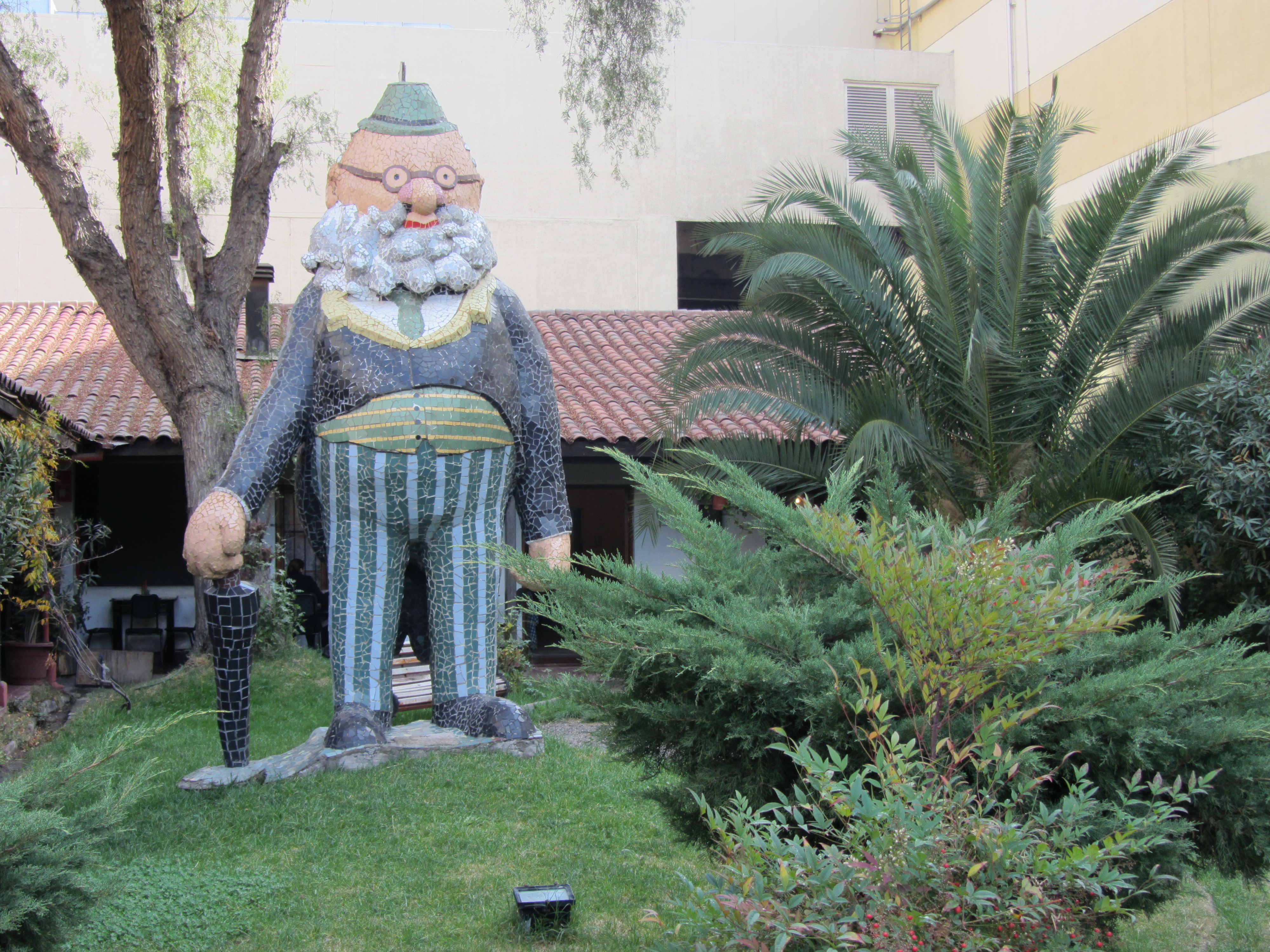
Parque del Cómic: Von Pilsener.

Federico Von Pilsener fue reproducido en una estatua de 4 metros de alto que se alza en el jardín interior de la Casa de la Cultura de San Miguel, junto a la biblioteca municipal que lleva el nombre de Harald Edelstam —embajador sueco en Chile cuando ocurrió el golpe militar de 1973—. La escultura y el Parque del Cómic fue iniciativa del Centro del Cómic, que dirigía el escritor Omar Pérez Santiago. La ubicación de la escultura de Von Pilsener se explica por el hecho de que la citada Casa de la Cultura se levanta en medio del terreno que antes perteneciera a Ramón Subercaseaux Vicuña y donde creció el hijo de este, creador del personaje.
Aunque no está situada en el Parque El Llano, donde se encuentran las otras cuatro grandes estatuas de famosos personajes de historietas chilenas —Condorito, creación de Pepo; Pepe Antártico, de Percy Eaglehurst; Ogú y Mampato, de Oskar y Themo Lobos— y las 97 viñetas en cerámica del Parque del Cómic de San Miguel, forma parte de este.